# Distrikt Kaquiabamba
Der Distrikt Kaquiabamba liegt in der Provinz Andahuaylas der Region Apurímac in Südzentral-Peru. Der Distrikt wurde am 9. Juni 1995 aus Teilen des Distrikts Pacucha gebildet. 
Der Distrikt erstreckt sich über eine Fläche von 112 km². Beim Zensus 2017 lebten 1876 Einwohner im Distrikt. Im Jahr 2007 lag die Einwohnerzahl bei 2410. Die Distriktverwaltung befindet sich in der 3150 m hoch gelegenen Ortschaft Kaquiabamba mit 674 Einwohnern (Stand 2017). Kaquiabamba liegt knapp 18 km nordöstlich der Provinzhauptstadt Andahuaylas.

## Geographische Lage
Der Distrikt Kaquiabamba liegt im Andenhochland im äußersten Norden der Provinz Andahuaylas. Er besitzt eine Längsausdehnung in NNW-SSO-Richtung von knapp 17 km sowie eine maximale Breite von knapp 10 km. Der Unterlauf des Río Pampas verläuft entlang der nördlichen Distriktgrenze nach Osten. Dessen rechter Nebenfluss Río Pincos fließt streckenweise entlang der östlichen Distriktgrenze nach Norden. 
Der Distrikt Kaquiabamba grenzt im Westen an den Distrikt Andarapa, im Norden an den Distrikt Oronccoy (Provinz La Mar), im Osten an den Distrikt Pacobamba sowie im Süden an den Distrikt Pacucha.